# Haementeria ghilianii
Haementeria ghilianii (лат.) — вид хоботных пиявок из семейства Glossiphoniidae. Самые крупные пиявки: до 45 см в длину (обычно до 30 см) и 10 см в ширину.

## Внешнее строение
Как и другие представители рода, имеет широкое ланцетовидное уплощенное тело, крупную заднюю и малозаметную переднюю присоску. Окраска взрослых особей однотонная, тёмная, серо-коричневая. У молодых особей имеется прерывистая продольная полоса из цветных пятен и ряды пятен на каждом третьем вторичном сегменте. Глаз одна пара.

## Распространение
Встречается в Амазонии, отмечалась во Французской Гвиане и Венесуэле.

## Образ жизни
Обитает в прибрежных зарослях водоемов. Обычно держится на дне под камнями или листовым опадом. Хорошо плавает.

## Питание
Кровососущий вид. С помощью хобота, который у взрослых особей может достигать в длину 15 см, протыкает кожные покровы жертв и высасывает кровь из довольно крупных сосудов. Молодь питается на амфибиях, взрослые особи нападают на кайманов, анаконд, капибар и домашний скот. Несколько пиявок могут убить корову. Могут нападать и на человека.

## Размножение и развитие
Сперматофоры пиявки прикрепляют к телу партнера. Как и другие глоссифониды, Haementeria ghilianii заботится о потомстве: кокон с яйцами пиявка прикрепляет к брюшной стороне тела и носит на себе до вылупления потомства. Молодые пиявки на теле родительской особи доставляются к добыче, где первый раз сосут кровь.

## История изучения, статус вида
В течение длительного времени после 1893 года пиявку не удавалось обнаружить в природе, и вид считался вымершим. Только в 1970-е годы он был переоткрыт Роем Сойером (англ. Dr. Roy Sawyer), который поймал пару взрослых пиявок в пруду во Французской Гвиане. От одной из этих пиявок, получившей имя Бабушка Моисей (англ. Grandma Moses), было получено потомство (более 750 особей за три года), давшее начало лабораторной популяции, поддерживаемой в университете Беркли (Калифорния). В дальнейшем по результатам исследования этих пиявок было опубликовано около 50 научных статей. После смерти Бабушка Моисей была помещена в коллекцию отдела зоологии беспозвоночных Национального музея естественной истории Смитсоновского института, где хранится под номером USNM 59930.

## Использование человеком
Сначала Haementeria ghilianii использовали в основном в качестве модельного организма для нейробиологических исследований, так как её идентифицируемые нейроны крупнее, чем у других пиявок. В дальнейшем, благодаря биохимическим исследованиям, из слюны пиявок удалось выделить несколько новых белков с фибринолитической и антикоагулирующей активностью — гементин, тридегин и гилантен. Гилантен — ингибитор фактора свертывания крови Xa, гомологичен антистатину. В нескольких работах была показана его активность как противоракового препарата, снижающего уровень метастазирования. Тридегин — ингибитор фактора свертывания крови XIIIa. Гементин — Zn-содержащая металлопротеиназа, фибринолитик, расщепляющий фибрин и фибриноген (фибриноген расщепляет тем же способом, что и тромбин).